# Ерік Скотт
Ерік Скотт (ісп. Erick Scott, нар. 29 травня 1981, Лимон) — костариканський футболіст, що грав на позиції флангового півзахисника, нападника. Виступав за національну збірну Коста-Рики, у складі якої був учасником Олімпійських ігор 2004 року.

## Клубна кар'єра
У дорослому футболі дебютував 2000 року виступами за команду клубу «Алахуеленсе», в якій провів чотири сезони, взявши участь у 79 матчах чемпіонату. За чотири наступні сезону став триразовим чемпіоном Коста-Ріки. У сезоні 2001/02 забив 13 голів у чемпіонаті, а в сезоні 2002/03 — 20 голів, забив кілька важливих голів у ворота американських і мексиканських команд в матчах Ліги чемпіонів КОНКАКАФ.
У 2004 році виступав у MLS за «Коламбус Крю», зіграв шість матчів і залишив команду в ході сезону, через те, що йому давали мало ігрового часу. У 2005 році на драфті розширення футболіста вибрав клуб «Реал Солт Лейк», проте гравець більше не повернувся в США.
Повернувшись в «Алахуеленсе», Ерік не зміг відразу вийти на свій колишній рівень і був гравцем ротації і згодом був відданий в оренду в гондураський «Марафон», у весняному сезоні 2007 року став віце-чемпіоном Гондурасу і забив 6 голів, а в осінньому сезоні став чемпіоном і забив один гол (за іншими даними, жодного гола в 16 матчах).
У січні 2008 року перейшов в китайський «Шанхай Шеньхуа» разом з гондурасским футболістом Емілем Мартінесом, який раніше також грав за «Алахуеленсе» і «Марафон». У чемпіонаті Китаю Скотт провів 26 ігор, забив 5 голів і став віце-чемпіоном.
У 2009 році повернувся у «Марафон», з яким знову виграв чемпіонський титул. На початку 2010 року повернувся до «Алахуеленсе», де провів півроку, проте потім клуб відмовився продовжувати контракт з гравцем.
Влітку 2010 року перейшов в сальвадорський «Луїс Анхель Фірпо». У 2011 році успішно провів половину сезону в «Сан-Карлосі», забивши 9 голів, після чого перейшов у «Сапріссу», але в команді не закріпився.
З 2012 року виступав на батьківщині за клуби, які не боролися за високі місця. Був лідером атаки своїх клубів, неодноразово входив до числа кращих бомбардирів. У літньому чемпіонаті 2017 року став найкращим бомбардиром з 22 голами, а всього за сезон забив 30 голів. Восени 2017 року грав за середняка чемпіонату Гватемали «Коммунікасьйонес», в 2018 році знову повернувся в Коста-Рику.
Завершив професійну ігрову кар'єру 2019 року у клубі «Лімон», у складі якого вже виступав раніше. Всього в чемпіонатах Коста-Рики Скотт забив понад 140 голів і 19 лютого 2017 року увійшов до топ-10 списку найкращих бомбардирів в історії чемпіонату, забивши чотири голи у ворота «Белена» і обійшовши таким чином Мінора Діаса (132 голи).

## Виступи за збірні
2001 року залучався до складу молодіжної збірної Коста-Рики на молодіжному чемпіонаті світу 2001 року (зіграв 4 матчі і забив 2 голи), а згодом грав за олімпійську збірну на Олімпіаді 2004 року (4 матчі).
16 жовтня 2002 року дебютував в офіційних іграх у складі національної збірної Коста-Рики у товариському матчі проти Еквадору. Перший гол забив 11 лютого 2003 року у ворота збірної Нікарагуа. 
Брав участь у Центральноамериканському кубку 2003 і 2005 років, в обох турнірах став переможцем. Брав участь у розіграші Золотого кубка КОНКАКАФ 2003 року у США та Мексиці, на цьому турнірі забив два голи і став півфіналістом.
Всього протягом кар'єри у національній команді, яка тривала 11 років, провів у її формі 28 матчів, забивши 7 голів.

## Досягнення
- Чемпіон Коста-Рики: 2000/01, 2001/02, 2002/03, 2004/05
- Чемпіон Гондурасу: 2007/08, 2008/09

Збірні
- Бронзовий призер Центральноамериканських ігор: 2001
- Бронзовий призер Ігор Центральної Америки та Карибського басейну: 2002
- Переможець Кубка центральноамериканських націй: 2003, 2005